# Grote Molen (Zichem)
De Grote Molen (ook: Nieuwe Molen) is een watermolen in tot de Vlaams-Brabantse gemeente Scherpenheuvel-Zichem behorende plaats Zichem, gelegen aan de Pater R. Van De Wouwerstraat 15.
Deze watermolen op de Demer van het type onderslagmolen fungeerde als korenmolen.
De molen werd in 1758 gebouwd maar het huidig molenhuis is van 1771.
Er is een groot metalen onderslagrad aanwezig dat ook draaivaardig is en verbonden is met een grotendeels intacte maalinrichting. Het debiet van de Demer is vaak echter onvoldoende om de molen te doen draaien. Het overige deel van het molenhuis werd ingericht als woonhuis en artsenpraktijkruimte.
De molen werd in 1934 gebruikt als decor voor opnamen van de film: De Witte.
- Inventaris van het Bouwkundig Erfgoed (Vlaanderen): 200025